# Булейко, Виталий Владимирович
Виталий Владимирович Булейко (28 января 1972) — советский и украинский футболист, полузащитник.

## Биография
Воспитанник павлоградского футбола, тренер — Чашин Геннадий Васильевич. В последнем сезоне чемпионата СССР выступал за «Строитель» (Старые Дороги) в первенстве Белорусской ССР. В 1992 году играл со своей командой в высшей лиге Белоруссии, за календарный год принял участие в 26 матчах и забил один гол — 25 апреля 1992 года в ворота «БЕЛАЗа» (2:1).
С 1993 года выступал в низших лигах Украины за «Прометей» (Днепродзержинск) и павлоградские «Горняк» и «Шахтёр»/«Космос». С 1996 года играл в России за «Звезду» (Городище) и «Зарю» (Ленинск-Кузнецкий), вместе с «Зарёй» в 1997 году вылетел из первой лиги.
В 1999—2000 годах выступал в высшей лиге Казахстана за «Восток» (Усть-Каменогорск). Всего сыграл 50 матчей в высшей лиге и забил один гол — 14 октября 2000 года в ворота «Достыка». Финалист Кубка Казахстана 1998/99.
В последние годы карьеры играл на любительском уровне за клубы России и Украины. В 2003 году стал чемпионом и обладателем Кубка Челябинской области в составе «Металлурга» (Аша).
После окончания спортивной карьеры живёт в Павлограде и работает шахтёром. Участвует в матчах ветеранов.